# Matthias Berking

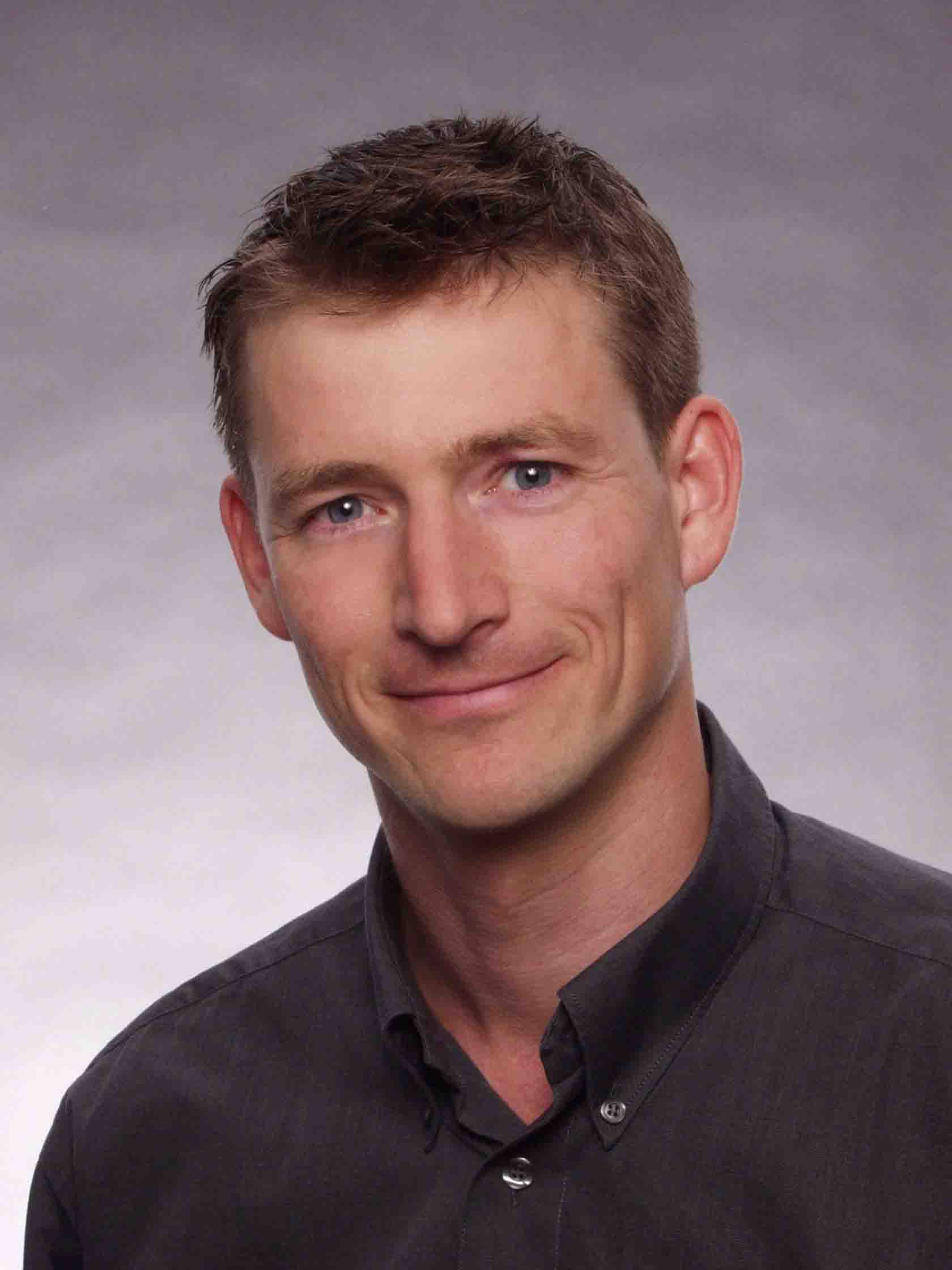
Matthias Berking (2004)

Matthias Berking (* 30. April 1971 in Pittsburgh, Pennsylvania) ist Professor und Lehrstuhlinhaber für Klinische Psychologie und Psychotherapie an der Friedrich-Alexander-Universität Erlangen-Nürnberg.

## Leben
Matthias Berking studierte Psychologie, Philosophie und Sportwissenschaften an der Georg-August-Universität Göttingen und promovierte dort 2004 in Psychologie (magna cum laude). Anschließend arbeitete er zusammen mit Klaus Grawe an der Universität Bern. Im Rahmen eines SNF-Stipendiums war er von 2006 bis 2008 Gastdozent an der University of Washington und arbeitete dort zusammen mit Marsha Linehan und Alan Marlatt. Nach der Rückkehr aus den USA schloss er seine Habilitation an der Universität Bern ab und leitete dort im Rahmen eines Ambizione-Stipendiums für fortgeschrittene Nachwuchswissenschaftler ein Forschungsprojekt zur Emotionsregulation bei psychischen Störungen. Nachdem er ab 2008 zusätzlich eine Gastprofessur für Evaluation und Intervention an der Leuphana Universität Lüneburg innegehabt hatte, folgte er einem Ruf auf eine (W2-)Professur für Psychotherapieforschung an der Philipps-Universität Marburg. Seit Januar 2014 ist er Lehrstuhlinhaber der Klinischen Psychologie und Psychotherapie an der Friedrich-Alexander-Universität Erlangen-Nürnberg (FAU) und Leiter der Hochschulambulanz für Psychologische Psychotherapie (HAP) der FAU. Matthias Berking ist approbierter Psychologischer Psychotherapeut und Supervisor.

## Forschung
Schwerpunkte in seiner Forschung liegen in folgenden Bereichen:
- Relevanz von Defiziten im Bereich der Emotionsregulation für die Entstehung und Aufrechterhaltung psychischer Störungen.
- Entwicklung von Verfahren zur Verbesserung der Emotionsregulation bei Personen mit psychischen Störungen und bei Risikogruppen.
- Relevanz motivationaler Faktoren für Entstehung, Aufrechterhaltung und Behandlung psychischer Störungen.
- Nutzung moderner (Kommunikations-)Technologien zur Optimierung von Diagnostik und Intervention bei psychischen Störungen (Internettherapie, Live-Stream-Coaching von Patienten, Health Apps, Serious Gaming, Health Games).
- Entwicklung und Evaluationen von Maßnahmen zur Förderung der Nachhaltigkeit psychotherapeutischer Behandlungen bei affektiven, substanzbezogenen und Essstörungen.

Berking hat einen Hirsch-Index von 39. Im Rahmen seiner verhaltenstherapeutischen Forschung entwickelte er das Training emotionaler Kompetenzen (TEK). In Workshops bildet er Trainer aus.

## Bibliographie

### Deutsch (Auswahl)
- M. Berking: Training emotionaler Kompetenzen. 3. Auflage. Springer, Heidelberg 2014, ISBN 978-3-642-54016-5.
- M. Berking, W. Rief (Hrsg.): Klinische Psychologie und Psychotherapie. Band I: Grundlagen und Störungswissen. Springer, Heidelberg 2012, ISBN 978-3-642-16973-1.
- M. Berking, W. Rief (Hrsg.): Klinische Psychologie und Psychotherapie. Band II: Therapieverfahren. Springer, Heidelberg 2012, ISBN 978-3-642-25522-9.
- M. Berking, K. Heizer: Förderung emotionaler Kompetenzen. In: W. Lutz (Hrsg.): Lehrbuch Psychotherapie. Huber, Bern 2010, ISBN 978-3-456-84839-6.
- M. Berking: Therapieziele. In: G. H. Paar, F. Lamprecht, R. Meermann, S. Wiegand-Grefe, G. Schmid-Ott, C. Jacobi (Hrsg.): Leitlinien für die Psychosomatische Rehabilitation. Schattauer, Stuttgart 2008, S. 287–291.

### Englisch (Auswahl)
- M. Berking, C. Lukas: The Affect Regulation Training (ART): A Transdiagnostic Approach to the Prevention and Treatment of Mental Disorders. In: Current Opinion in Psychology. 3, 2015, S. 64–69. (IF: noch nicht veröffentlicht)
- M. Berking, B. Whitley: Affect Regulation Training (ART). Springer, New York 2014, ISBN 978-1-4939-1021-2.
- M. Berking, J. Schwarz: The Affect Regulation Training. In: J. J. Gross: Handbook of emotion regulation. Guilford, New York 2013, ISBN 978-1-4625-0350-6, S. 529–547.
- M. Berking, C. Wirtz, J. Svaldi, S. Hofmann: Emotion-regulation predicts depression over five years. In: Behaviour Research and Therapy. 57, 2014, S. 13–20. doi:10.1016/j.brat.2014.03.003 (IF 4.13)
- M. Berking, D. Ebert, P. Cuijpers, S. G. Hofmann: Emotion-regulation skills training enhances the efficacy of cognitive behavioral therapy for major depressive disorder. In: Psychotherapy and Psychosomatics. 82, 2013, S. 234–245. doi:10.1159/000348448 (IF: 7.23)